# Rafael Moreno Alba
Rafael Moreno Alba (Madrid, 1942-28 de octubre de 2000) fue un director de cine español.

## Biografía
Cursó estudios en Derecho y Náutica, pero abandonó la abogacía y la marina mercante para ingresar de meritorio en un equipo de dirección de cine. Trabajó como script y ayudante de dirección antes de dirigir su primera película, Gallos de pelea (1969), una coproducción con Túnez, en la que se narraba la experiencia de un grupo de mercenarios.
Su segundo largometraje, Las melancólicas (1971), de la que también fue guionista, fue ambientada en un manicomio del siglo XIX y fue rodada en doble versión, una para España y la otra para el extranjero. Esta película le dio suficiente notoriedad para rodar en Portugal Triángulo con Nuria Espert (1972) y la adaptación del clásico de Juan Valera Pepita Jiménez (1975), protagonizada por Sarah Miles. Sin embargo, la notoriedad le llegará con la serie Los gozos y las sombras (1982), adaptación televisiva de la novela homónima de Gonzalo Torrente Ballester, protagonizada por Carlos Larrañaga, Eusebio Poncela y Amparo Rivelles. En 1984 realizó Proceso a Mariana Pineda, protagonizada por Pepa Flores. En 1993 obtuvo el Colón de Oro del Festival de Cine Iberoamericano de Huelva con El beso del sueño, protagonizada por Maribel Verdú.
Murió de cáncer el 28 de octubre del 2000 en Madrid, seis meses antes del inicio del rodaje de Viento del pueblo. Miguel Hernández, miniserie que había escrito y que iba a dirigir.

## Filmografía
- Gallos de pelea (1969)
- Las melancólicas (1971)
- Triángulo (1972)
- Pepita Jiménez (1975)
- La noche de los cien pájaros (1976)
- Mis relaciones con Ana (1979)
- Los gozos y las sombras (1982)
- Proceso a Mariana Pineda (1984)
- Pasos largos (1986)
- El exilio interior (1987)
- El beso del sueño (1992)